# Max Stein (Anwalt)
Max Stein (geboren 24. Dezember 1901 in Nordheim vor der Rhön; gestorben 19. April 1964 in Jerusalem) war ein deutsch-israelischer Rechtsanwalt und Regierungsbeamter. Nach Israel war er 1933 ausgewandert, nachdem ihm als Jude vorher von den Nationalsozialisten die Anwaltszulassung genommen wurde.

## Leben
Max Stein war der dritte Sohn des Unternehmers Adolf Stein (1864–1932) und dessen Frau Henriette (1861–1941). Er war eines von sieben Geschwistern, von denen vier in Nordheim geboren wurden. Die Familie zog 1902 nach Schweinfurt, wo er aufwuchs. Er studierte Rechtswissenschaften in Berlin und promovierte in Würzburg mit der Arbeit Die Neuordnung in den staatskirchenrechtlichen Verhältnissen der israelitischen Kultusgemeinden Bayerns. Er war als Syndikus bei den Basaltwerken Leimbach & Co. tätig, die bis 1932 von seinem Vater und danach von seinen Brüdern Jakob und Fritz geleitet wurden. 1933 wurde er gemeinsam mit seinen beiden Brüdern für einige Tage grundlos in Schutzhaft genommen von den Nazis.
1928 wurde er in Schweinfurt als Rechtsanwalt zugelassen und wurde Juniorpartner in einer dortigen Anwaltskanzlei. Am 17. August 1933 wurde ihm mit ausdrücklicher Zustimmung der Anwaltskammer Bamberg aber gegen das Votum der beteiligten Gerichte die Anwaltszulassung entzogen. Da er sich schon immer mit den Werten des Judentums identifizierte und sich zu den Zielen des Zionismus bekannte, wanderte er Ende 1933 gemeinsam mit seiner 1908 geborenen Schwester Klara nach Israel aus. Auch anderen Geschwistern und seiner Mutter gelang die Flucht, sein Bruder Fritz überlebte die Haft im Konzentrationslager Bergen-Belsen, starb aber an den Haftfolgen mit 56 Jahren. 1943 heiratete er die aus Grünberg stammende Dora Salomon, sie hatten zwei Kinder.
Nach einer weiteren Ausbildung in London war er von 1938 bis 1940 in Jerusalem als selbstständiger Wirtschaftsprüfer tätig. Von 1940 bis 1948 arbeitete er für die britische Mandatsverwaltung in deren Steuerabteilung. Nach der Gründung des Staates Israel erhielt er dort die Anwaltszulassung und arbeitete von 1948 bis 1954 als leitender Taxator im Finanzministerium und anschließend bis 1964 als stellvertretender Staatsanwalt im Justizministerium.
Daneben unterrichtete er als Dozent für Einkommensteuer angehende Finanzbeamte und war von 1958 bis 1962 Rechtsberater der Jewish Claims Conference in Frankfurt am Main. Dort war er führend an der Durchsetzung von Entschädigungsansprüchen von Zwangsarbeitern gegen deutsche Industrieunternehmen beteiligt. Er verfasste den Bericht Report on the Employment of Slave Work by the Siemens Concern during World War II, der sich heute im Nachlass von Ernst Katzenstein befindet. Der ursprünglich nicht veröffentlichte Bericht wird heute in Büchern zur Zwangsarbeit während des Nationalsozialismus benutzt.
Er verstarb am 19. April 1964 in Jerusalem.